# Трансатлантик
Трансатлантик (на английски: Transatlantic) е прогресив рок супергрупа, основана през 1999 г. от певеца и пианист Нийл Морз от Spock's Beard и барабаниста Майк Портной от Dream Theater.

## Биография
Първоначалните планове на Морз и Портной са да привлекат китариста на Fates Warning Джим Матеос, но поради ангажиментите на Матеос избират китариста и певец на The Flower Kings Ройн Столт. Завършеност на групата придава басистът и прогрок ветеран Пийт Треуавас от Мерилиън.
Първият албум на Трансатлантик е SMPT:e (игра на думи: едновременно абревиатура от инициалите на четиримата музиканти и звукозаписен протокол, от Society of Motion Picture and Television Engineers). Албумът получава добри отзиви от критиката, включително като „един от най-добрите прогресив рок албуми, които някога са излизали“ (от Робърт Тейлър в „All Music Guide“ и „фойерверк от идеи и музикално майсторство“ („The Metal Observer“). За много критици в жанра, обаче, музиката на Трансатлантик не е достатъчно оригинална.
Последващото турне в САЩ води до двойния лайв Transatlantic Live in America, и едноименно видео. Групата разкрива музикалното си наследство с кавъри на Бийтълс' „Strawberry Fields Forever“, както и китката от песни на Дженезис като „Watcher of the Skies“ и „Firth of Fifth“.
През 2001 г. Трансатлантик издават втория си студиен албум Bridge Across Forever, който съдържа само четири песни, но с дължина типична за жанра прогресив рок: 26-минутната „Duel With the Devil“, 14-минутната „Suite Charlotte Pike“, 5-минутната едноименна песен „Bridge Across Forever“ и 26-минутната „Stranger in Your Soul“.
Трансатлантик се разпадат, когато Морз, който се обръща към християнството, заявява намерението си да започне нова музикална кариера, повлияна от религията. През 2002 г. той напуска както основната си група Spock's Beard, така и страничния си проект Трансатлантик. В края на 2003 г. групата издава DVD с последното си турне, в което освен споменатите вече опуси, е включена и китката „Abbey Road“ на Бийтълс и кавъра по Пинк Флойд „Shine on You Crazy Diamond“.
Името на групата първоначално трябвало да е „Second Nature“ („Втора природа“), но било променено на Трансатлантик по идея на Пер Нордин, художник на обложките.

## Дискография
- SMPT:e (2000)
- Live in America (2001)
- Bridge Across Forever (2001)
- Transatlantic Demos на Нийл Морз (2003)
- SMPTe – The Roine Stolt Mixes (2003)
- Live in Europe (2003)

## Външни прерпратки
- Официален сайт на Transatlantic

|  | Тази страница частично или изцяло представлява превод на страницата Transatlantic (band) в Уикипедия на английски. Оригиналният текст, както и този превод, са защитени от Лиценза „Криейтив Комънс – Признание – Споделяне на споделеното“, а за съдържание, създадено преди юни 2009 година – от Лиценза за свободна документация на ГНУ. Прегледайте историята на редакциите на оригиналната страница, както и на преводната страница, за да видите списъка на съавторите. ВАЖНО: Този шаблон се отнася единствено до авторските права върху съдържанието на статията. Добавянето му не отменя изискването да се посочват конкретни източници на твърденията, които да бъдат благонадеждни. |